# Eremophila bilopha

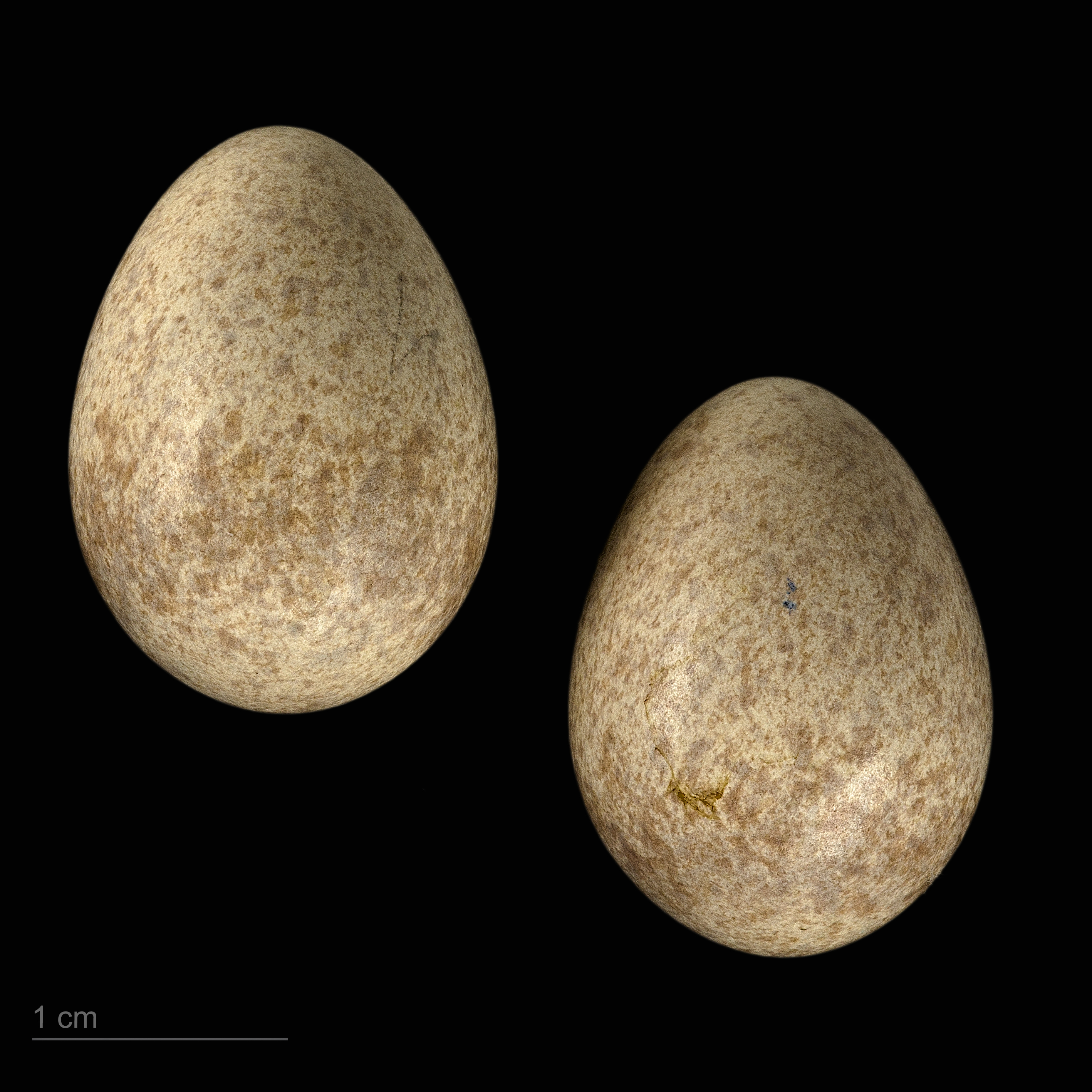
Eremophila bilopha

Eremophila bilopha là một loài chim trong họ Alaudidae.